# Shinji Makino
Shinji Makino (牧野 真二 Makino Shinji?,  nacido el 29 de mayo de 1976 en Fukuoka) es un exfutbolista japonés. Jugaba de centrocampista y su último club fue el Sagan Tosu de Japón.

## Trayectoria

### Clubes
| Club             | País  | Año         |
| ---------------- | ----- | ----------- |
| Yokohama Marinos | Japón | 1995        |
| Sagan Tosu       | Japón | 1998 - 1999 |

## Palmarés

### Títulos nacionales
| Título    | Club             | País  | Año  |
| --------- | ---------------- | ----- | ---- |
| J1 League | Yokohama Marinos | Japón | 1995 |